# Empacotamento compacto de esferas iguais

Empacotamentos densos de esferas: HC (á esquerda) e CFC (à direita).

Em geometria, um empacotamento compacto de esferas iguais (ou empacotamento denso de esferas iguais) é um arranjo denso de esferas iguais (isto é, de mesmo raio) em um arranjo regular infinito (ou retículo, ou ainda, rede). Carl Friedrich Gauss provou que a maior densidade média – isto é, a maior fração do espaço ocupado por esferas – que pode ser conseguida com um arranjo regular reticulado é
{\displaystyle {\frac {\pi }{3{\sqrt {2}}}}\simeq 0.74048.}
A conjectura de Kepler afirma que esta é a maior densidade que pode ser alcançada por qualquer arranjo de esferas, regular ou irregular.
Muitas estruturas de cristais são baseadas em um arranjo denso de átomos, ou de íons grandes com íons menores preenchendo os espaços entre eles. Os arranjos cúbico e hexagonal são muito próximos um do outro em termos de energia, e pode ser difícil prever qual forma será preferida.

## Retículos CFC e HC
Há dois retículos regulares simples que podem alcançar a maior densidade média. Eles são chamados de cúbico de face centrada (CFC) (também chamado de arranjo denso cúbico) e hexagonal compacto (HC), baseando-se em sua simetria.

### O problema das balas de canhão

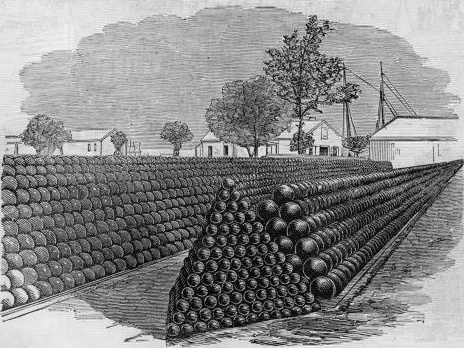
Balas de canhão empilhadas em uma base triangular (frente) e numa base retangular (atrás).

O problema do empacotamento denso de esferas foi analisado matematicamente pela primeira vez por Thomas Harriot por volta de 1587, após uma questão sobre empilhamento de balas de canhão em navios ser colocada a ele por Sir Walter Raleigh na expedição deles a América. As balas de canhão eram comumente empilhadas em uma armação de madeira retangular ou triangular, formando uma pirâmide com base de três lados ou quatro lados. Ambos os arranjos produzem um retículo cúbico de face centrada - com diferentes orientações no terreno.

### Posicionamento e espaçamento

Tanto no arranjo CFC quanto no HC, cada esfera tem doze vizinhas. Para cada esfera há uma lacuna (espaço vazio) cercada por seis esferas (lacuna "octaédrica") e duas lacunas menores cercadas por quatro esferas (lacuna "tetraédrica"). As distâncias dos centros dessas lacunas aos centros das esferas circundantes é {\displaystyle \scriptstyle {\sqrt {\frac {3}{2}}}} para a tetraédrica, e {\displaystyle \scriptstyle {\sqrt {2}}} para a octaédrica, quando o raio da esfera é 1.
Relativo a uma camada de referência com posicionamento A, dois posicionamentos mais, B e C, são possíveis. Toda e qualquer sequência A, B, e C sem repetição imediata da mesma é possível e fornece um empacotamento de mesma densidade para esferas de um dado raio.
Os mais regulares são:
- CFC = ABCABCA
- HC = ABABABA

Em um empacotamento denso, o espaçamento centro-centro das esferas no plano x–y é uma tesselação simples similar a uma colméia com um afastamento (distância entre os centros das esferas) de um diâmetro de esfera. A distância entre os centros das esferas, projetada no eixo z (vertical) é:
{\displaystyle {\text{afastamento}}_{Z}={\sqrt {6}}\cdot {d \over 3}\approx 0.81649658d,}
onde d é o diâmetro de uma esfera; isto segue do arranjo tetraédrico do empacotamento denso de esferas.
O número de coordenação de HC e CFC é 12 e seu fator de empacotamento atômico é o número mencionado acima: 0.74.
| | | |
| Figura 1 – O retículo HC (à esquerda) e o retículo CFC (à direita). O contorno de cada rede de Bravais respectiva é mostrado em vermelho. As letras indicam que camadas são a mesma. Há duas camadas "A" na matriz HC, onde todas as esferas estão na mesma posição. Todas as três camadas no empilhamento CFC são diferentes. Note que o empilhamento CFC pode ser convertida para o empilhamento HC pela translação da esfera mais acima, como mostrado pelo contorno tracejado. | Figura 2 – Thomas Harriot, por volta de 1585, primeiro ponderou a respeito da matemática de um arranjo (ou empilhamento) de balas de canhão que usa um retículo CFC. Note como balas adjacentes ao longo de cada aresta do tetraedro regular que enclausura o empilhamento estão todas em contato direto umas com as outras. Isso não ocorre em um retículo HC, como mostrado na Figura 3. | Figura 3 – Mostrado aqui está um empilhamento de onze esferas do retículo HC ilustrado na Figura 1. O empilhamento HC difere das 3 camadas superiores do empilhamento CFC mostrado na Figura 2 apenas na camada mais baixa; ele pode ser transformado em CFC por uma rotação ou translação adequada. |